# 龍造寺胤和
龍造寺 胤和（りゅうぞうじ たねかず）は、戦国時代の武士。龍造寺氏16代当主。

## 略歴
肥前国国人・龍造寺氏15代当主・龍造寺家和の子として誕生。正室は賀昌院。
父の隠居により早くから家督を継いで16代当主となったが、早世した。このため父が再び当主となり、父の死後は弟・胤久が胤和の未亡人を娶り、17代当主となった。
娘の慶誾尼は龍造寺周家正室、のち鍋島清房継室となり、龍造寺隆信の生母、鍋島直茂の継母となった。